# Galium bourgaeanum
Galium bourgaeanum là một loài thực vật có hoa trong họ Thiến thảo. Loài này được Coss. ex Batt. mô tả khoa học đầu tiên năm 1919.